# Vittoria Scognamiglio
Vittoria Scognamiglio est une actrice italienne.

## Filmographie

### Cinéma

#### Longs métrages
- 1987 : Tant qu'il y aura des femmes de Didier Kaminka
- 1991 : Mima' de Philomène Esposito : La mère
- 1992 : Sans un cri de Jeanne Labrune : Lola
- 1997 : Oranges amères de Michel Such : Conchita
- 1999 : Pourquoi pas moi ? de Stéphane Giusti : Sara
- 2001 : Bella ciao de Stéphane Giusti : Silvia
- 2002 : La Chatte à deux têtes de Jacques Nolot : la caissière
- 2003 : Corps à corps de François Hanss : Doris
- 2003 : Derrière les volets de Justin Taurand : la mère de César
- 2005 : La Maison de Nina de Richard Dembo : Rosina
- 2006 : Cabaret Paradis de Corinne Benizio et Gilles Benizio (Shirley & Dino) : L'assistante du magicien
- 2006 : Le Pressentiment de Jean-Pierre Darroussin : Farida Garibaldi
- 2008 : Made in Italy de Stéphane Giusti : Iolanda
- 2011 : La Délicatesse de David Foenkinos et Stéphane Foenkinos : la mère de François
- 2012 : Hénaut Président de Michel Muller : Maryse
- 2014 : Une autre vie d'Emmanuel Mouret : la mère
- 2014 : Saint Laurent de Bertrand Bonello : la directrice de l'atelier
- 2015 : Je suis un soldat de Laurent Larivière : la femme au chien pelé
- 2024 : Le Panache : La Nonnina

#### Courts métrages
- 2014 : Un petit d'homme de Jocelyne Desverchère : la femme du café
- 2015 : 50 l'amour de Xavier Douin

### Télévision

#### Téléfilms
- 1992 : L'Élixir d'amour de Claude d'Anna : Fioretta Calbrese
- 1995 : Le Mas Théotime de Philomène Esposito : Françoise Alibert
- 1996 : Le Secret de Julia de Philomène Esposito: Odette
- 1996 : Dans un grand vent de fleurs de Gérard Vergez (feuilleton tv) : Giuseppina
- 1997 : L'Homme que j'aime de Stéphane Giusti : Rose
- 1999 : Retour à Fonteyne de Philomène Esposito : Vittoria
- 2000 : Mary Lester : Rosa
- 2000 : Les Ritaliens de Philomène Esposito : Teresa
- 2003 : Le Premier Fils de Philomène Esposito : Zoé
- 2004 : La Vie à mains nues de Sébastien Grall : Angelina
- 2005 : Dalida de Joyce Buñuel : voix française de Dalida

#### Séries télévisées
- 1999 : PJ créée par Michelle Podroznik et Frédéric Krivine : Martha
- 2006 : Le Cri de Hervé Baslé (télésuite) : Monica
- 2013 : Odysseus de Stéphane Giusti : Eurynomé
- 2014 : Gomorra : Angela Madre Massimo e Daniele
- 2015 : Cherif : Lucia Augusto

## Théâtre
- 2014-2015 : Kinship de Carey Perloff, mise en scène Dominique Borg, Théâtre de Paris
- 2016 : Croque monsieur de Marcel Mithois, mise en scène Thierry Klifa, Théâtre de la Michodière